# Kaestlea
Kaestlea – rodzaj jaszczurek z podrodziny Sphenomorphinae w rodzinie scynkowatych (Scincidae).

## Zasięg występowania
Rodzaj obejmuje gatunki występujące endemicznie w Indiach.  

## Systematyka

### Podział systematyczny
Do rodzaju należą następujące gatunki: 
- Kaestlea beddomii
- Kaestlea bilineata
- Kaestlea laterimaculata
- Kaestlea palnica
- Kaestlea travancorica